# Vai col liscio
Vai col liscio è un film italiano del 1976 diretto da Giancarlo Nicotra.
La colonna sonora del film è di Sante Maria Romitelli.